# Radio-télévision du Kosovo
Radio-Télévision du Kosovo (en albanais Radio Televizioni i Kosovës, en serbe Радио Телевизија Косова, en abrégé RTK) est la compagnie de radio-télévision publique de la République du Kosovo. 
Fondée plusieurs années avant l'indépendance du pays à l'instigation de la Mission d'administration intérimaire des Nations Unies au Kosovo (MINUK), elle est organisée en télévision autonome de service public avant d'être convertie en entreprise publique au moment de la déclaration unilatérale d'indépendance de la province, en 2008. 
Elle opère quatre chaînes de télévision (RTK 1, RTK 2, RTK 3 et RTK 4) et deux stations de radio (Radio Kosova et Radio Kosova 2).

## Histoire
Fondée en 1999 sur proposition conjointe de la Mission d'administration intérimaire des Nations Unies au Kosovo et de l'Organisation pour la sécurité et la coopération en Europe, la Radio-Télévision du Kosovo bénéficie d'une aide de l'union européenne de radio-télévision et commence à émettre un programme de télévision de deux heures par jour à compter du mois de septembre. Quelques semaines plus tard, la défunte radio Priština est ressuscitée sous le nom de Radio Kosova et intégrée à la nouvelle compagnie. En l'an 2000, Radio Blue Sky, propriété des Nations unies, est également placée sous la tutelle de la Radio-Télévision du Kosovo. Une donation du gouvernement japonais permet d'améliorer les infrastructures de la station, qui s'oriente vers une programmation multiethnique à destination de la jeunesse, tandis que Radio Kosova reste un émetteur tourné prioritairement vers l'information et la culture.
Au mois de novembre 2000, RTK 1 étend ses horaires de diffusion à quatre heures quotidiennes, incluant un magazine hebdomadaire en langue serbe ainsi qu'un autre en langue turque. L'information reste prioritaire et des journaux télévisés sont diffusés dans ces trois langues. Une partie des images qui servent à leur élaboration sont fournies à titre gracieux par l'agence de presse Reuters. D'abord diffusée uniquement par satellite, les émetteurs de télévision ayant été considérablement endommagés par les bombardements de l'Otan, la chaîne est ensuite reprise progressivement sur le réseau hertzien, tout en restant diffusée par satellite afin de toucher également la diaspora kosovare.
RTK passe sous la tutelle du gouvernement kosovar au mois de février 2008. Son réseau télévisé est en 2009 celui qui a le taux de pénétration le plus important dans les foyers kosovars (atteignant 92,1 % de ceux-ci). Les stations de radio publiques réalisent également de bonnes performances en termes d'audience : ainsi, sur les 85 stations de radio émettant dans le pays, Radio Kosova est seconde concernant le taux d'écoute, tandis que Radio Blue Sky est cinquième.
Dans un contexte de cohabitation parfois difficile entre les différentes composantes de la population, la RTK a choisi de consacrer près de 26 % de sa programmation aux minorités ethniques (Serbes, Turcs, Bosniens et Roms). La compagnie s'est par ailleurs dotée d'un producteur exécutif chargé des programmes destinés aux minorités.
En 2013, une deuxième chaîne de télévision, RTK 2, voit le jour. Les programmes de RTK 1 dédiés aux minorités ethniques sont alors transférés sur la nouvelle chaîne.